# Tuggurt
Tuggurt (amazic: ⵜⵓⴳⵓⵔⵜ, literalment ‘la porta’, ‘l'accés’; àrab: تقرت, Tuqqurt o Tuggurt; francès: Touggourt) és una ciutat d'Algèria, a la província de Ouargla, situada en un oasi de la zona sahariana, amb notable producció de dàtils al seu palmerar. Antigament, estava rodejada per una rasa que els francesos van tapar. Tota la zona de l'oasi és prou fèrtil. Una carretera la uneix a través del desert amb El Oued i una altra amb Témacine. La regió s'anomena Oued Righ, i inclou les poblacions de M'Rara, Djamaa, El M'Ghair i Temacine; la regió és un centre de comerç i turisme destacat i hi resideixen 120.000 habitants. A 9 km al sud-est, hi ha l'aeroport de Touggourt-Sidi Mahdi. Té estació de ferrocarril.

## Història

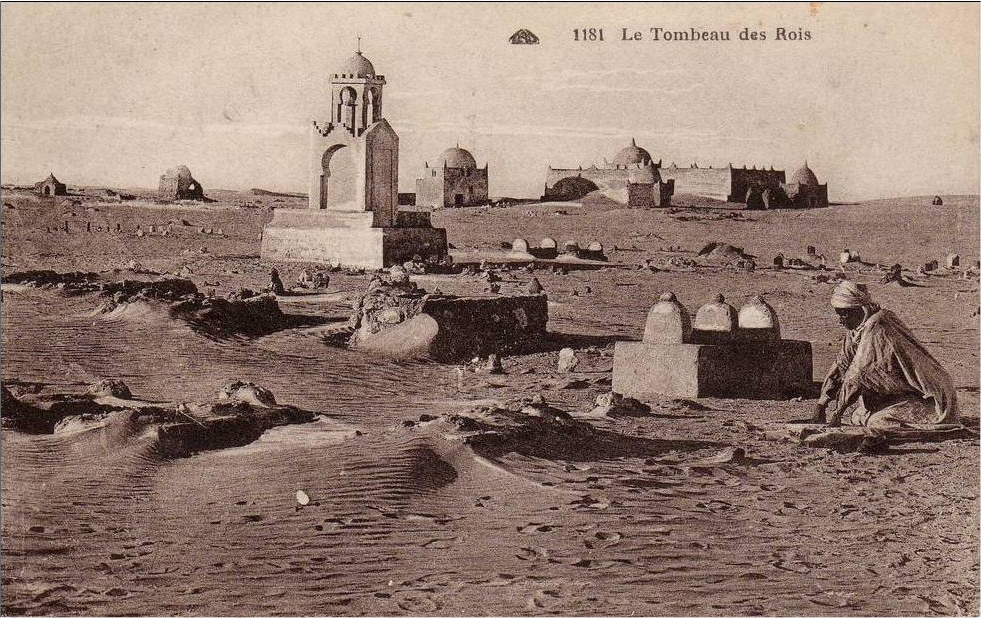
La tomba dels reis a Touggourtrt

Segons Ibn Khaldun, una fracció de la tribu amaziga dels Righa es va apoderar de la regió entre Biskra i Ouargla, on es va barrejar amb altres poblacions del grup zeneta; també hi havia algunes comunitats de jueus. La ciutat de Tuggurt va estar sota dependència dels sobirans d'Ifríqiya o dels governadors de Biskra.

### Sultanat de Tuggurt
La dinastia dels Bani Djellab va governar a la regió de Tuggurt entre 1414 i 1854, establint-hi un soldanat que va subsistir sota els otomans i fins al 1854, quan fou suprimit pels francesos. Aquell any el darrer soldà, Sulayman IV, fou deposat. Es coneixen les llistes de noms dels soldans resultats de tradicions orals, però únicament els dels darrers anys es poden més o menys ubicar cronològicament, tot i que encara les dates són força incertes.